# Spitalul Clinic Județean de Urgență Vaslui
Spitalul Județean de Urgență Vaslui a fost înființat pe data de 22 august 1972 și se încadrează în categoria a-III-a: nivel de competență mediu.